# Några enkla rader
Några enkla rader är ett studioalbum av det svenska dansbandet Wizex, släppt 1997 på CD och MK.
Det placerade sig som högst på 44:e plats på den svenska albumlistan. Låten "Place de Trocadero" släpptes på singel 1996 , och tolkades även av Candela 1996 på albumet Candela Collection .

## Låtlista
1. Några enkla rader
2. Spela mer speleman
3. Place de Trocadero
4. En ny stjärna
5. En vilja av stål
6. Hjärtats sång
7. Här hos mig
8. Bom bom
9. Just med dig
10. En del av mig
11. All min längtan
12. Kom till mig
13. Ett, tu, tre
14. You Call Everybody Darling

## Listplaceringar
| Lista (1997) | Topplacering |
| ------------ | ------------ |
| Sverige      | 44           |

### Fotnoter
1. ↑  Några enkla rader på Svensk mediedatabas
2. ↑  Några enkla rader på Svensk mediedatabas
3. ↑  ”Danswebb”. Arkiverad från originalet den 5 mars 2016. https://web.archive.org/web/20160305000928/http://www.dans-web.nu/skivor/index.php?pid=view&ref_cd=94. Läst 9 maj 2011.
4. ↑  Information i Svensk mediedatabas.
5. ↑  Information i Svensk mediedatabas.
6. ↑  ”Listplacering”. http://hitparad.se/showitem.asp?key=18484&cat=a. Läst 22 april 2011.